# Paroedura vazimba
Paroedura vazimba Nussbaum & Raxworthy, 2000 è un sauro della famiglia Gekkonidae, endemico del Madagascar.

## Descrizione
È un geco di media taglia, lungo da 7 a 11 cm, che presenta una livrea di colore marrone scuro con marezzature beige.

## Distribuzione e habitat
La specie è presente in varie località del Madagascar occidentale, ad altitudini comprese tra 90 e 120 m.

## Biologia
È una specie ovipara.

## Conservazione
La IUCN Red List classifica Paroedura vazimba come specie vulnerabile.
Parte del suo areale ricade all'interno di aree naturali protette tra cui il parco nazionale di Ankarafantsika e la riserva speciale di Bora.